# Кресент Спрингс (Кентаки)
Кресент Спрингс (енгл. Crescent Springs) град је у америчкој савезној држави Кентаки.

## Демографија
По попису из 2010. године број становника је 3.801, што је 130 (-3,3%) становника мање него 2000. године.
| Група             | 2000.         | 2010.         |
| Белци             | 3.737 (95,1%) | 3.267 (86,0%) |
| Афроамериканци    | 54 (1,4%)     | 159 (4,2%)    |
| Азијати           | 70 (1,8%)     | 174 (4,6%)    |
| Хиспаноамериканци | 35 (0,9%)     | 98 (2,6%)     |
| Укупно            | 3.931         | 3.801         |